# Jan Mosiński
Jan Mosiński (ur. 19 grudnia 1956 w Lubinie) – polski działacz związkowy, polityk i samorządowiec, w latach 1990–2015 przewodniczący zarządu Regionu Wielkopolska Południowa NSZZ „Solidarność”, od 1992 do 2002 członek prezydium Komisji Krajowej tego związku, poseł na Sejm VIII, IX i X kadencji.

## Życiorys
Od 1978 do 1983 pracował w Fabryce Wyrobów Runowych Runotex w Kaliszu. We wrześniu 1980 wstąpił do „Solidarności”. Po wprowadzeniu 13 grudnia 1981 stanu wojennego działał w podziemnych strukturach związku. Współtworzył w regionie duszpasterstwo ludzi pracy. W latach 1983–1984 zatrudniony jako kelner w Złotoryi, później powrócił do pracy w przedsiębiorstwie Runotex. W 1989 stanął na czele komitetu organizacyjnego regionalnej „Solidarności”, a następnie objął kierownictwo tymczasowego zarządu regionu.
W 1990 został przewodniczącym zarządu Regionu Wielkopolska Południowa NSZZ „S”, wybierany następnie na kolejne kadencje. Od tego czasu członek Komisji Krajowej związku. W latach 1992–2002 zasiadał w jej prezydium, odpowiadając m.in. za kontakty z Kancelarią Prezydenta RP (w czasie prezydentury Lecha Wałęsy) oraz za organizowanie ogólnokrajowych protestów związkowych. Od 1999 do 2001 był doradcą ministra łączności i członkiem jego gabinetu politycznego.
Działał w Ruchu Społecznym AWS, później związał się z Prawem i Sprawiedliwością. Kandydował bezskutecznie w wyborach parlamentarnych – w 1997 jako lider listy wyborczej AWS w województwie kaliskim oraz w 2007 do Senatu z poparciem Prawa i Sprawiedliwości (zajął 5. miejsce wśród 12 kandydatów). W 2010 i w 2014 z ramienia PiS wybierany do sejmiku wielkopolskiego.
W 2005 ukończył studia politologiczne na Wydziale Nauk Społecznych Uniwersytetu im. Adama Mickiewicza w Poznaniu. W 2009 na tej samej uczelni uzyskał stopień doktora nauk humanistycznych na podstawie pracy pt. Stanowiska wybranych związków zawodowych wobec integracji europejskiej. Jest autorem artykułów poświęconych problematyce społecznej oraz integracji europejskiej. Jest również autorem trzech książek: Związki zawodowe a integracja Polski z Unią Europejską z perspektywy doświadczeń NSZZ „Solidarność” (2004), Wojna polsko-jaruzelska w Wielkopolsce: stan wojenny (1981–1983) na terenie Kalisza, Konina, Leszna, Piły i Poznania (2006) i Stanowiska wybranych związków zawodowych wobec integracji europejskiej (2009).
W 2015 wystartował w wyborach parlamentarnych, otrzymał 7247 głosów, zdobywając tym samym mandat poselski z listy PiS w okręgu kaliskim. W latach 2017–2024 był członkiem Komisji do spraw reprywatyzacji nieruchomości warszawskich. W wyborach w 2019 z powodzeniem ubiegał się o poselską reelekcję (dostał wówczas 16 479 głosów). W wyborach w 2023 po raz trzeci z rzędu uzyskał mandat poselski z wynikiem 7321 głosów.

## Odznaczenia i wyróżnienia
W 2013 został laureatem nagrody honorowej „Świadek Historii” przyznawanej przez Instytut Pamięci Narodowej. W 2017 otrzymał Krzyż Wolności i Solidarności.